# Hermann Bahr

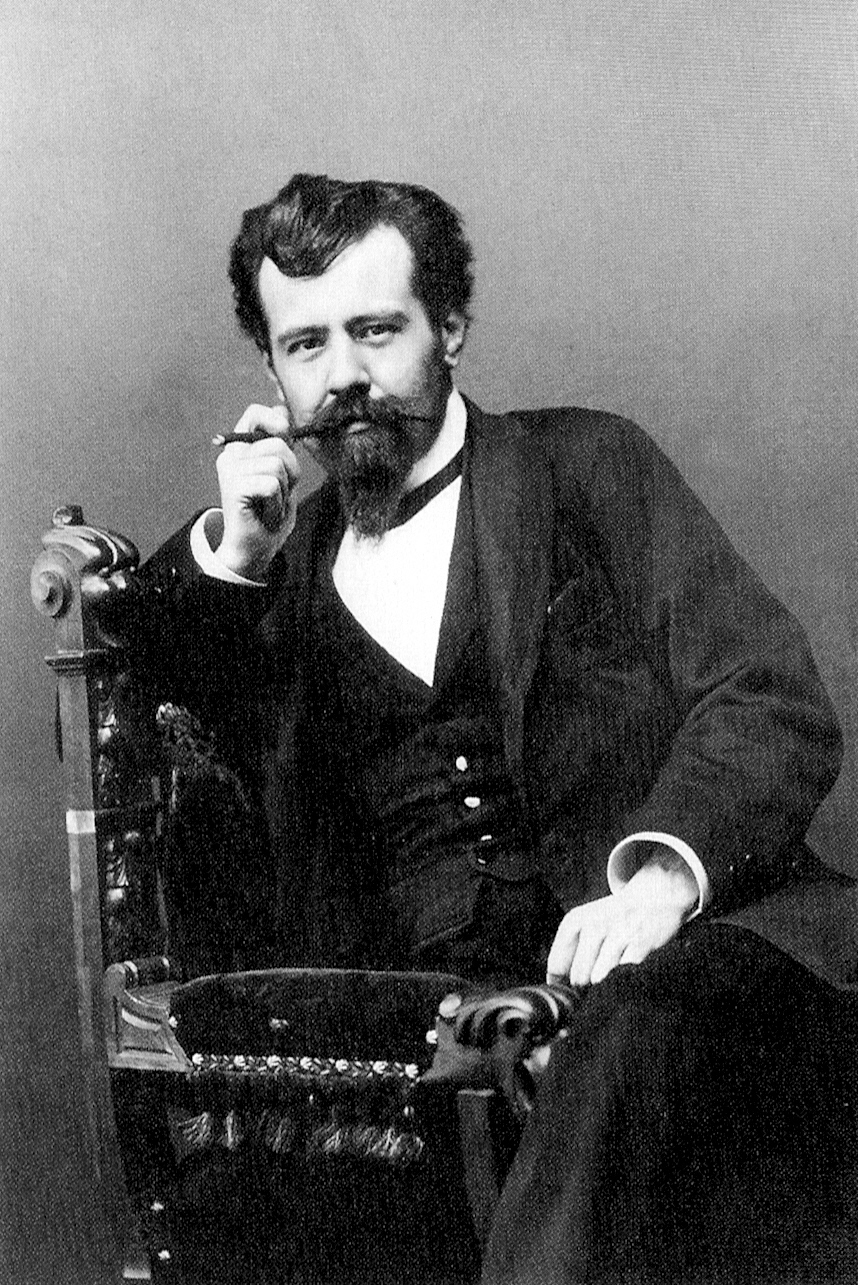
Hermann Bahr, 1891

Hermann Anastas Bahr (Linz, 19 juli 1863 - München, 15 januari 1934) was een avant-gardistisch Oostenrijks schrijver en literatuurcriticus.

## Leven en werk
Bahr studeerde klassieke talen, rechten en economie in Wenen, Tsjernivtsi en Berlijn. Tijdens een verblijf in Parijs werd zijn belangstelling echter getrokken door de kunst en literatuur. In 1890 ging hij in Berlijn aan de slag als criticus voor de Berliner Freie Bühne en later de Deutsche Zeitung. Na 1894 werkte hij in Wenen voor Die Zeit, alsook voor het Neue Wiener Tagblatt en de Oesterreichische Volkszeitung. Als criticus toonde hij zich ontvankelijk voor elke nieuwe richting in de literatuur. Hij propageerde in zijn loopbaan zowel het naturalisme als het symbolisme, het impressionisme en het expressionisme.
In zijn vroege periode te Berlijn publiceerde Bahr enkele realistische romans. In Wenen zou hij vooral symbolistische werken schrijven. Hij werd er leider van de modernistische literaire groepering Jong Wenen. Later werd hij directeur van het Burgtheater, waar hij samenwerkte met Max Reinhardt en waarvoor hij ook diverse theaterstukken zou schrijven. De stof voor zijn romans en toneelstukken ontleende hij eveneens uit het theatermilieu. Zijn werken kenmerken zich door een goed doordacht plot, degelijke karaktertekeningen maar met een oppervlakkige schittering en een enigszins losse structuur. De meeste van zijn literaire werken zijn inmiddels in de vergetelheid geraakt, met uitzondering wellicht van zijn komedie Das Konzert uit 1909. Zijn theoretische werken over kunst en literatuur worden daarentegen nog steeds gerekend tot het beste wat het Duitse taalgebied in die periode heeft voortgebracht. Minstens 15 van zijn aforismen werden door het internet weer aardig bekend. 
Bahr was van 1912 tot 1922 gehuwd met operazangeres Anna von Mildenburg (1872-1945). Bahr overleed in 1934, op 70-jarige leeftijd.

## Bibliografie (selectie)

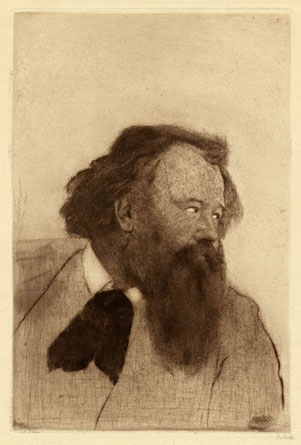
Hermann Bahr door Emil Orlík, 1904